# Kiss 〜à côté de la mer〜
『Kiss 〜à côté de la mer〜』（キス ア・コーテ・デ・ラ・メール）は、岡村孝子の通算6枚目のオリジナル・アルバム。1990年6月27日発売。発売元はファンハウス（現・ソニー・ミュージックレーベルズ）。

## 解説
- 1990年のオリコン年間アルバムヒットチャート第10位にランクインした。
- 前作『Eau Du Ciel （天の水）』に続き、3作連続でオリコンのアルバム・ヒットチャートで第1位を獲得した（7月9日付）。
- タイトルの「Kiss」について、辞書的な意味はたくさんあるが、言うなれば「自分自身に対する、いとおしさのキス」の意味であるとのちに語った[3]。
- 前年のクリスマス・シーズンに発売された12枚目のシングル「天使たちの時」がアルバム初収録となった。本アルバム収録音源とシングル収録音源ではヴォーカルとアレンジが異なっているため、シングル・ヴァージョンのサブタイトル「〜Time of the Angels〜」は本バージョンには付けられていない。
- 収録曲の「心の草原」が13枚目のシングルとして同時発売された。カップリング曲も同じく収録曲の「Kiss」。
- 当楽曲は、テレビ東京系テレビドラマ『僕が医者をやめた理由』の主題歌に起用されている。
- そのほか、テレビなどに起用された主なタイアップは下記の通り。
  - 「満ち潮」は、東芝の企業コマーシャルソング。
  - 「空の彼方まで」は、郵政省（現・郵便事業株式会社）「レタックス」コマーシャルソング。
- ラスト・ナンバーの「adieu」は、1992年頃、ABCテレビの人気番組『探偵!ナイトスクープ』で鼈甲（べっこう）飴のネタを取り上げた際（この時の探偵は立原啓裕）、VTRの締めの部分でBGMとして流れたことがある[4]。
- 2001年6月20日には、価格を改定したリニューアル盤が再発売された（規格品番：FHCF-2516）。

## 収録曲
全作詞・作曲: 岡村孝子
編曲: 萩田光男 M-2・3・4・8 、田代修二 M-1・5・6・7・9
1. 心の草原（5:09）
  - 13枚目のシングル。ジャネット・ジャクソンに影響されて生まれた曲だという。（本人談）
2. 終わらない夏（5:14）
  - それまで岡村の中で禁じ手にしていたというブラス・サウンドを、初めて取り入れた曲。
3. Kiss（5:43）
  - 13thシングル「心の草原」のカップリング曲で、アルバム・タイトルチューン。
  - テレビ東京系ドラマ『僕が医者をやめた理由』主題歌。
4. 満ち潮（5:21）
  - 東芝・企業CMイメージソング。
5. 空の彼方まで（5:19）
  - 郵政省（現：日本郵政）「レタックス」コマーシャルソング。
6. 青い日々（5:49）
7. あの海へ今帰りたい（5:13）
8. 天使たちの時（5:39）
  - 12枚目のシングル・バージョンから、ヴォーカルとドラムスの一部を差し替えている。
9. adieu（5:30）

## 関連作品
- 心の草原
  - After Tone II
  - HISTOIRE
  - 夢見る頃を過ぎても
  - 岡村孝子ベスト SUPER BEST 2000
  - DO MY BEST
  - Best★BEST 岡村孝子
- 終わらない夏
  - After Tone II
  - 夢見る頃を過ぎても
- Kiss
  - After Tone II
  - 夢見る頃を過ぎても
  - 岡村孝子ベスト SUPER BEST 2000
  - DO MY BEST
  - TOY BOX
- 満ち潮
  - TOY BOX
- 空の彼方まで
  - TOY BOX
- 天使たちの時
  - After Tone II
- adieu
  - After Tone II
  - 夢見る頃を過ぎても